# Баке, Франсуа Робер
Франсуа Робер Баке (фр. François Robert Bacqué; 2 сентября 1936, Бордо, Франция — 9 ноября 2023, Рим, Италия) — французский прелат и ватиканский дипломат. Титулярный архиепископ Градиски с 17 июня 1988. Апостольский про-нунций в Шри-Ланке с 17 июня 1988 по 7 июня 1994. Апостольский нунций в Доминиканской Республике и апостольский делегат в Пуэрто-Рико с 7 июня 1994 по 27 февраля 2001. Апостольский нунций в Нидерландах с 27 февраля 2001 по 15 декабря 2011.